# Милфорд (Мисури)
Милфорд (енгл. Milford) град је у америчкој савезној држави Мисури.

## Демографија
По попису из 2010. године број становника је 26, што је 26 (-50,0%) становника мање него 2000. године.
| Група             | 2000.      | 2010.       |
| Белци             | 51 (98,1%) | 26 (100,0%) |
| Афроамериканци    | 0 (0,0%)   | 0 (0,0%)    |
| Азијати           | 0 (0,0%)   | 0 (0,0%)    |
| Хиспаноамериканци | 0 (0,0%)   | 0 (0,0%)    |
| Укупно            | 52         | 26          |